# Sommerteatrets Rundskuefilm
|  | Denne artikel er oprettet af botten Steenthbot ud fra en ekstern database. Den kan derfor have sproglige fejl eller mangler. Denne skabelon kan fjernes efter kontrol af indholdet. |

Sommerteatrets Rundskuefilm er en dansk dokumentarisk optagelse fra 1918.

## Handling
Optagelser fra Rundskuedagen i Randers i 1918. Der er masser af mennesker i byens gader, opvisning i springgymnastik, svømning i Randers Fjord, bryde- og boksekamp. Dagen afsluttes med fyrværkeri.